# Assíria
|  | Aquest article tracta sobre l'Imperi de la zona de Mesopotàmia. Vegeu-ne altres significats a «Assíria (província romana)». |

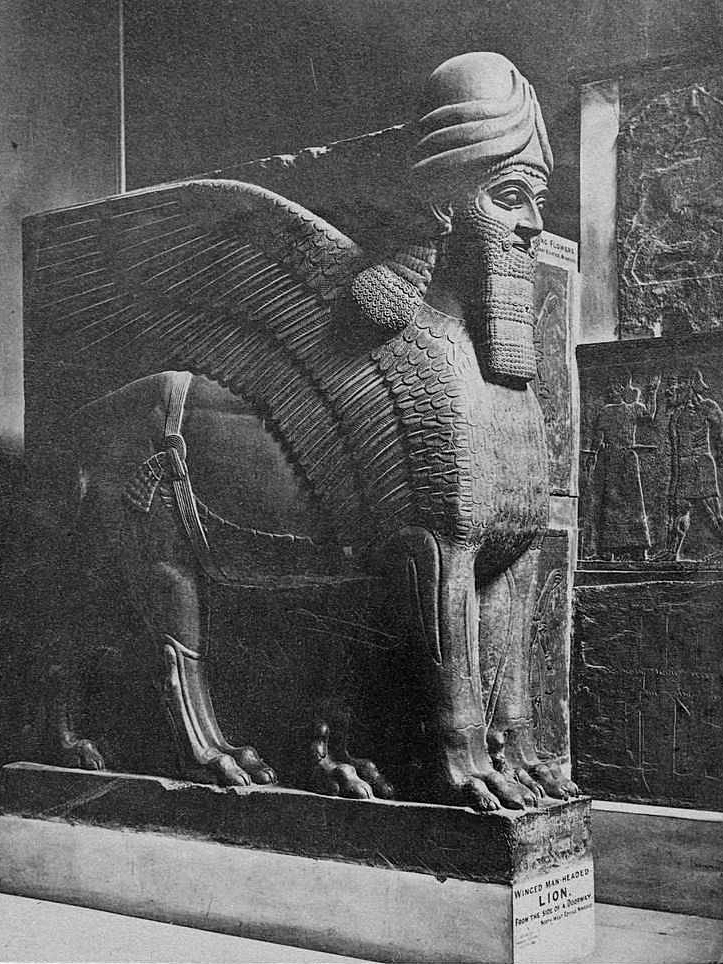
Escultura assíria.

Assíria (siríac: ܐܬܘܖ̈) fou un Imperi hegemònic de la zona de Mesopotàmia que derivava el seu nom de la primera capital, Assur. El gentilici és assiri o assirià.

## Etimologia
Etimològicament, Assíria està relacionada amb el nom de Síria, ja que ambdós noms deriven en última instància del nom accadi Aššur.

## Història

### Història fins al període antic
S'han trobat establiments neolítics localitzats a Tell Hassuna, a Arpačiyah i a altres llocs, que foren el centre de l'anomenada cultura d'Hassuna. També s'han trobat jaciments d'Uruk IV i Djamdat Nasr amb les estacions de Tepe Gawra, Nínive (Koyuncik) i Gabal Sinjar
En el Gènesi s'esmenta Ashur com a fill de Sem i fundador de la ciutat d'Assur (Aššur). Ashur fou deïficat més tard i considerat la deïtat tutelar de la ciutat.

#### Reis del període primigeni
- Tudiya
- Adamu
- Yangi
- Suhlamu
- Harharu
- Mandaru
- Imsu
- Harsu
- Didanu
- Hanu
- Zuabu
- Nuabu
- Abazu
- Belu
- Azarah
- Uixpia vers 2020 aC

#### Reis amb ancestres coneguts
- Apiashal fill d'Ushpia, vers 2000 aC
- Hale fill d'Apiashal
- Samani fill d'Hale
- Hayani fill de Samani,
- Ilu-Mer fill d'Hayani,
- Yakmesi fill d'Ilu-Mer, vers 1900 aC
- Yakmeni fill de Yakmesi
- Yazkur-el fill de Yakmeni
- Ila-kabkaba fill de Yazkur-el, vers 1850 aC
- Aminu fill d'Ila-kabkaba

### Període assiri antic

Extensió aproximada del Regne de l'Alta Mesopotàmia a la mort de Xamxi-Adad I cap a 1775 aC.

Mapa de l'antic Orient Mitjà que mostra la ciutat estat Assur dins del territori dels Mitanni en la seva màxima extensió. Nucli de Mitanni (porpra fosc) i l'extensió màxima aproximada del domini de Mitanni (porpra clar) c. 1430 aC

Pobles semítics van emigrar a la zona en el IV mil·lenni procedents de l'Aràbia oriental, i es van assentar al nord de Mesopotàmia, però de com va ser aquesta emigració i les seves conseqüències a la zona del Zab no se'n sap res. Tot i que les excavacions de Nínive han aportat informació sobre els seus períodes culturals, no n'hi ha informació de caràcter etno-polític. Fins a la segona meitat del tercer mil·lenni, no hi ha notícies històriques de la zona, i a la llista de reis s'esmenten una sèrie de noms de "reis que vivien en tendes", en total 17, entre el 2300 aC i 2100 aC, i després 10 reis dels quals se sap el nom del seu pare, del 2100 a després del 2000 aC. La regió fou dominada per Sargon I d'Accad; vers el 2325 aC, la va fer part del seu imperi (sar kibrat erbettim "rei de les quatre regions del món") i dels seus successors fins al 2200 aC. Després va ser veïna i potser tributària dels guti, època en la qual fou destruïda, però es va recuperar, fins que vers el 2115 aC fou dominada per Ukhtengal d'Uruk, que hi va passar en la seva expedició que el va portar fins a Mari. L'imperi d'Ukhtengal fou efímer i fou suplantat pel d'Urnamu d'Ur vers el 2100 aC, i es va descompondre al final del segle; i vers el 2020 aC, Assur era una ciutat independent que va incrementar lentament el seu poder sobre els petits principats i ciutats veïnes. Els primers prínceps de la ciutat d'Assur portaren el títol d'Ishahkuy, que seria una mena de príncep-sacerdot subjecte a un príncep superior. La fundació de la monarquia assíria es considera que fou obra de Sulilu o Sulili, successor de Bel-kap-kapu (Bel-kapkapi o Belkabi, vers 1900 aC), i mític antecessor de Salmanassar I. Els assiris van establir colònies comercials nomenades karum (port), que van arribar fins a Capadòcia; entre aquestes, la més coneguda la de Kanesh o Kanish (modern Kültepe) vers el 1920 aC. A finals del segle xix aC, Naram-Sin d'Assur (que dominava altres ciutats) va governar també a Eshunna, i després per un temps les dues ciutats van continuar aliades.

#### Reis dels quals no es conserva l'ancestre
- Sulili o Sulilu (fill d'Amini ?) vers 2020 aC
- Kikkia vers 2000 aC
- Akiya
- Puzur-Ashur I vers 1975 aC
- Shallimahhe vers 1940 aC
- Ilushuma vers 1920 aC

Shamshi-Adad I (vers 1808-1776 aC) era un cap amorrita que es va apoderar d'Assur cap el 1808 aC i va prendre el títol reial que abans no tenien els governants de la ciutat (Shar kissati = rei de la totalitat), i després va conquerir Ekallatum, on va col·locar al tron al seu fill Ishme-Dagan i va permetre la continuïtat del comerç assirià. No va trigar a dominar Mari, on va posar al tron el seu altre fill Yasmah-Adad (Yashmakhadad) i, en poc temps, es va assegurar el domini de tot el nord de Mesopotàmia. Va fundar una nova capital a la vall del Khabur, anomenada Shubat-Enlil, propera a Urkesh, la capital del principal regne hurrita. Ishme-Dagan el va succeir però, en canvi, Yasmah-Adad fou enderrocat i Mari es va independitzar i es va aliar a Hammurabi de Babilònia. A l'expansió de Babilònia, els assirians van respondre afavorint els enemics del poder babilònic. Després d'un temps de lluita, Hammurabi s'hi va imposar i va conquerir Assíria, on apareixen una sèrie de "fills de ningú" sense dret al tron, considerats usurpadors, probablement governadors o reietons nomenats per Babilònia. Els karum van aturar la seva activitat.
El 1594 aC, el poder emergent hitita, que ja dominava les colònies assíries, va arribar a Babilònia i va donar un cop de mort a la dinastia d'Hammurabi; els hitites se'n van retirar, però la ciutat va caure en mas de la dinastia del País de la Mar i, poc després, dels cassites que ja s'havien apoderat de Terqa i Mari (Regne de Khana). Els hurrites es van unificar vers la meitat del segle i van constituir el regne de Mitanni, que va dominar el nord de Mesopotàmia. Assur, independent un segle però com a poder local, va caure en l'òrbita de Mitanni abans del 1500 aC, però amb una sobirania hurrita llunyana i poc respectada, fins que Sausatatar, rei de Mitanni (assiri Hanigalbat), vers el 1440 aC, va saquejar Assur i va capturar les portes de plata i or del palau reial, que es va emportar a Washukanni; Assur va haver de pagar regularment un tribut als reis hurrites, i això va durar fins a la caiguda de Mitanni vers el 1350 aC, en què no sols es va independitzar sinó que es va apoderar de la regió de Nuzi.

#### Reis del període assiri antic
- Erishum I vers 1906 aC
- Ikunum vers 1880 aC
- Sargon I (Sharrukin I) vers 1860 aC
- Puzur-Ashur II vers 1840 aC
- Naram-Sin vers 1830-1815 aC
- Erishum II vers 1815-1810 aC
- Shamshi-Adad I vers 1810-1780 aC (també Shamsiadad o Samsiadad)
- Ishme-Dagan I vers 1780-1760 aC
- Mut-Ashkur vers 1760-1740 aC
- Rimush (Remu...) vers 1740-1730 aC
- Asinum vers 1730 aC
- Assurdugul "fill de ningú" (usurpador)
- Assuraplaidin "fill de ningú" (usurpador)
- Nasir-Sin "fill de ningú" (usurpador)
- Sinnamir "fill de ningú" (usurpador)
- Ibqi-Ishtar "fill de ningú" (usurpador)
- Adadsalulu "fill de ningú" (usurpador)
- Adasi després del 1700 aC
- Belubani vers 1694-1690 aC
- Libaia vers 1690-1675 aC
- Sharma-Adad I vers 1675-1660 aC
- Iptar-Sin vers 1660-1650 aC
- Bazaia vers 1640-1620 aC
- Lullaia vers 1620-1615 aC
- Shuninua vers 1615-1600 aC
- Sharma-Adad II vers 1600 aC
- Erishum III després de 1600-1585 aC
- Shamshi-Adad II vers 1585-1580 aC
- Ishme-Dagan II vers 1580-1563 aC
- Shamshi-Adad III vers 1563-1545 aC
- Ashurnirari I vers 1545-1520 aC
- Puzur-Ashur III vers 1520-1500 aC
- Enlilnasir I vers 1500-1480/1485 aC
- Nurili vers 1485/1480-1475/1470 aC
- Ashurshaduni vers 1475/1470 aC
- Ashurrabi I vers 1475/1470 - ? aC
- Ashurnadinahhe I ? aC -vers 1420 aC
- Enlilnasir II vers 1420-1415 aC
- Ashurnirari II vers 1415-1407 aC
- Ashurbelnisheshu vers 1407-1398 aC
- Ashurrimnisheshu vers 1398-1390 aC
- Ashurnadinahhe II vers 1390-1380 aC

### Període assirià mitjà
Poc després del 1350 aC, el regne de Mitanni era tributari dels hitites i d'Assíria, i quan Shattuara I (vers 1320-1295 aC) no va pagar el tribut, el rei Adadnirari I se'l va emportar presoner a Assíria (vers 1295 aC). El successor de Shattuara, el seu fill Wasashatta, es va revoltar al cap de pocs anys i la capital fou ocupada i la família del rei portada a Assíria; un fill o nebot, Shattuara II, fou posat al tron vers el 1280 aC, però també es va revoltar quan ja era rei Salmanassar I (successor d'Adadnirari). Després del 1275 aC i vers el 1270 aC, Mitanni fou annexionat i convertit en la província assiriana d'Hanigalbat. D'altra banda, Ashuruballit I (vers 1355-1317 aC) va emparentar amb el rei cassita de Babilònia, que es va casar amb la seva filla; el rei cassita Karakhardash fou assassinat i Nazibugash (Suzigash) proclamat en el seu lloc, però Ashuruballit I va agafar un exèrcit assirià i es va presentar a Babilònia vers el 1345 aC per venjar el seu gendre i va instal·lar al tron Kurigalzu II, germà de Karakhardash, i per un temps Assíria va exercir influencia al sud, que es va acabar amb els següents reis cassites. Abans del 1300 aC, els assirians ja estaven combatent grups nòmades: els turukku i els kadmukhi a l'est i els akhlamu, suteus i isauru a l'oest. Amb Salmanassar I, la capital se'n va establir a Kalah i el país va continuar l'expansió al nord-oest, en territori disputat pels hitites, i arribà fins a Karkemish. Tukultininurta I (successor de Salmanassar) va deposar Kadashman-Buriash de Babilònia (vers 1234-1227 aC) i va exercir sobirania a tota la Mesopotàmia portant el vell títol de "rei de Sumer i Accàdia", però Babilònia s'hi va revoltar i els assirians foren derrotats i encara va haver de pagar tribut als reis Melishikhu (Melishipak) i Mardukaplaiddina (que van regnar vers 1188-1173 aC i vers 1173-1160 aC).
Amb l'enfonsament de l'Imperi hitita davant els mushki (frigis) vers el 1185/1178 aC, Babilònia i Assíria es van disputar la regió. Al darrer quart del segle, Ashurreshishi I va derrotar els babilonis (Nabucodonosor I) a la zona del nord de Síria. El seu fill Teglatfalassar I va creuar l'Eufrates vers el 1115 aC, va ocupar Karkemish, va derrotar frigis i neohitites, va avançar cap a la Mediterrània i dominà Fenícia. També va voler dominar Sumer (Babilònia) i va assolir el títol de "rei de Sumer i Accàdia", però el país era en mans de la dinastia del País de la Mar i després de dinasties afavorides per Elam o directament elamita.
Durant tot aquest període, el rei té el control total del país. A més a més de rei era gran sacerdot d'Asshur, el déu oficial de l'estat, càrrec que cada vegada fou més important. La població era reduïda i tots els ciutadans mascles havien de servir a l'exèrcit per un temps determinat (anomenat el servei ilku). Durant aquest període, es va compilar les lleis assirianes.

#### Reis del període assirià mitjà
- Eriba-Adad I vers 1380-1355 aC
- Ashuruballit I vers 1355-1317 aC
- Enlilnirari vers 1317-1307 aC
- Arikdenili vers 1307-1295 aC
- Adadnirari I vers 1295-1275 aC
- Salmanassar I vers 1275-1235 aC
- Tukultininurta I vers 1235-1196 aC
- Ashurnadinapli 1196-1193 aC
- Ashurnirari III 1193-1187 aC
- Enlilkudurriusur 1187-1182 aC
- Ninurtaapal-Ekur 1182-1179 aC
- Ashurdan I 1179-1133 aC
- Ninurtatukulti-Ashur 1133 aC
- Mutakkilnusku 1133 aC
- Ashurreshishi I 1133-1115 aC
- Teglatfalassar I 1115-1076 aC
- Asharidapal-Ekur 1076-1074 aC
- Ashurbelkala 1074-1056 aC
- Eriba-Adad II 1056-1054 aC
- Shamshi-Adad IV 1054-1050 aC
- Assurnasirpal I 1050-1031 aC
- Salmanassar II 1031-1019 aC
- Ashurnirari IV 1019-1013 aC
- Ashurrabi II 1013-972 aC
- Ashurreshishi II 972-967 aC
- Teglatfalassar II 967-935 aC
- Ashurdan II 935-912 aC

### Període neoassiri

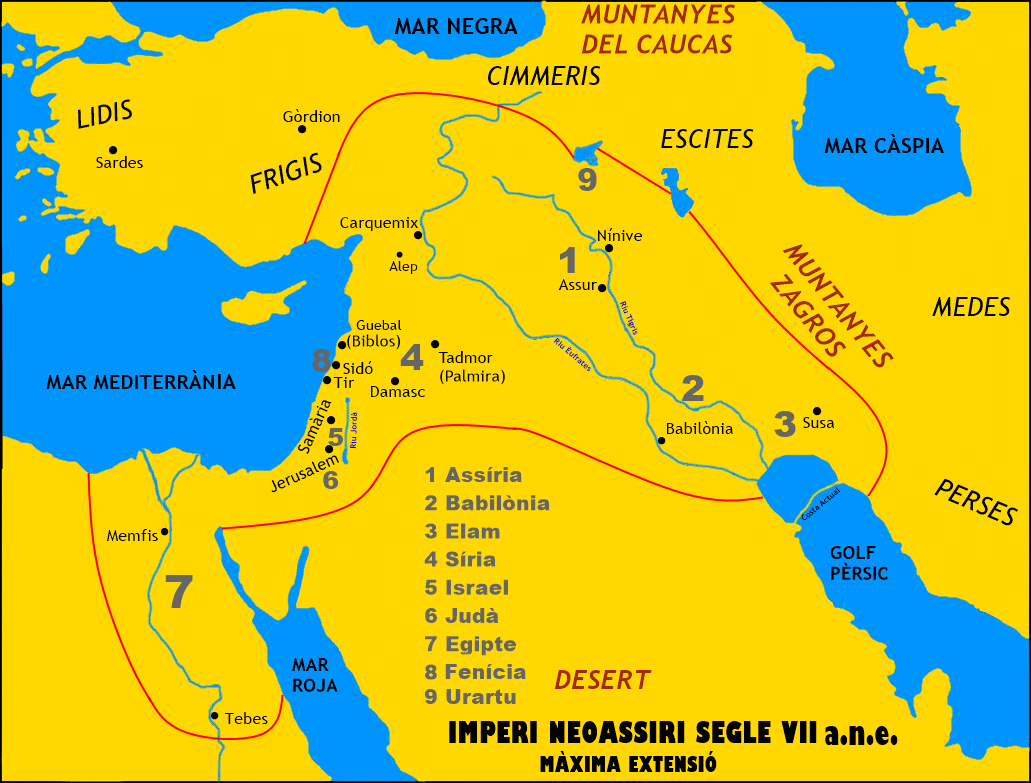
Màxima extensió de l'Imperi Neoassiri.

Després de Teglatfalassar I, va venir un període de decadència de dos segles. Les guerres amb Urartu foren freqüents (vegeu les biografies dels reis d'Urartu), així com amb els nòmades arameus. La recuperació en va arribar a partir del 912 aC, quan Adadnirari II va pujar al tron i va restaurar el domini assirià sobre regions que abans havien dominat, però que de fet s'havien perdut; el límit occidental es va estabilitzar al riu Khabur i al sud amb Babilònia no hi va haver grans canvis, tot i que va avançar una mica al sud. La submissió de la regió d'Haran es va produir amb Tukultininurta II. Amb Assurnasirpal, l'expansió fou important vers el nord, cap a Nairi i la zona del llac Úrmia, i cap a l'oest en els principats arameus entre el Khabur i l'Eufrates, i avançà després per la Mediterrània, fins a Fenícia. El rei va traslladar la capital a Kalhu (Nimrud). El seu fill Salmanassar III (vers 859-824 aC) va fer una expedició anyal, va ocupar Babilònia temporalment i la va reduir a condició d'estat vassall, va lluitar contra Urartu i contra els estats de Síria i Palestina. Karkemish va passar a les seves mans el 849 aC, i el 841 aC va atacar Damasc, que va conquerir; després va sotmetre a tribut Israel, Tir i Sidó. Els darrers anys, el seu fill gran va ser derrotat i Assur, Arbela i altres ciutats li van donar suport; encara que un altre fill, Shamshi-Adad V, va poder sufocar la revolta i succeir el pare al tron, Assíria va sortir debilitada de la guerra civil (824 aC). En els anys següents, l'augment del poder d'Urartu i la debilitat d'alguns reis (inclosa la famosa reina regent Semíramis) van aturar l'expansionisme assirià. Adadnirari III (vers 811–782 aC, però amb Semíramis de regent fins al 805 aC), va conquerir Damasc el 804 aC, i imposà de nou tribut al regne i a altres de la zona, incloent-hi Samaria i Edom, va avançar contra els medes i arribà potser fins a la rodalia de la mar Càspia.
El 747 aC, va pujar al tron de Babilònia Nabonassar (Nabu-Nassir 747-734 aC), que va actuar independentment, quan Assíria estava afectada per una epidèmia de pesta i a la vora de la guerra civil, i amenaçada per Urartu pel nord. El 746 aC, la capital Kalhu es va unir a la revolta i, l'any següent, el general Pulu va assolir el tron, va agafar el nom de Teglatfalassar III, i reorganitzà el país, el govern i l'administració, de manera que va ser més eficient. L'any 729 a.C., després de conquerir Babilònia i sotmetre-la altra vegada a tribut, va ser coronat Senyor d'Àsia i rei de Babilònia, deposant a Nabumukinzeri (Ukinzer), a qui va fer presoner. Després va derrotar Urartu i els medes i va anar a Síria, que s'havia independitzat, sotmetent també Fenícia (Arpad el 740 aC després de tres anys de setge), Hamah i altres principats; Azaries (Uzies), el rei jueu aliat a Hamah, va haver de pagar-li tribut. El 729 aC, va ocupar el país dels filisteus i va envair Israel en auxili del rei Ahaz de Judà, qui l'havia cridat; Rasin de Damasc fou derrotat i mort, i Damasc fou finalment conquerida el 732 aC i els seus habitants deportats. Va morir el 727 aC i el va succeir Salmanassar V, que va establir províncies per a l'imperi, eliminà els vassalls dubtosos i els substituí per governadors temporals. Com que Israel no pagava el tribut, va envair el país i va assetjar la capital, Samària, tres anys. Va morir sobtadament el 722 aC i va ocupar la corona Sargon II el tartan (comandant en cap de l'exèrcit), que va ocupar Samària, va posar fi al regne d'Israel i es va emportar milers de jueus cap Assíria; també va atacar Jerusalem al regne de Judà; va fer la guerra a Elam, aliat de Mardukaplaiddina, que s'havia independitzat de Babilònia, i per uns anys Babilònia va romandre independent; el 717 aC, va conquerir Karkemish, va penetrar a l'altiplà iranià i va fer la guerra a Urartu; el 710 aC, va poder ocupar Babilònia i Madukaplaiddina va fugir a Elam. Sargon II va construir una nova capital anomenada Dur Sharrukin (ciutat de Sargon) prop de Nínive, amb els tributs pagats per nombrosos pobles i estats.
Sargon II fou assassinat durant la lluita contra els cimmeris i el va succeir el seu fill Sennàquerib, qui va traslladar la capital a Nínive, on va establir un sistema d'irrigació de canals amb el treball dels deportats. Judà es va revoltar vers el 701 aC (aliat amb Egipte) i Sennàquerib va anar a Jerusalem, però no va poder entrar a la ciutat i es va conformar amb un petit tribut. Mentrestrant, el 703 aC, Babilònia s'havia revoltat; poc després, Madukaplaiddina va tornar a la ciutat i se'n va fer rei, però fou atacat per Sennàquerib, va morir i el tron de Babilònia fou lliurat per l'assirià a Belibni, que aviat es va revoltar també i fou derrotat per Sennàquerib el 700 aC i, llavors, va donar el tron al seu fill Assurnadinsumi (Ashur-Nadinshum). El 694 aC, va fer una campanya contra Elam, que va assolar; els elamites van atacar Babilònia i van capturar Assurnadinsumi, se'l van emportar a Elam i col·locaren en el tron Nergalusezib, però els assirians van tornar-hi l'any següent i Nergalusezib fou fet presoner; el tron va passar a un príncep nadiu anomenat Musezib-Marduk, ajudat pels elamites; però, al cap de quatre anys (689 aC), els assirians van tornar, el van ocupar, van destruir la ciutat i en deportaren els habitants. El 681 aC va morir, segurament assassinat (segons la Bíblia) pels seus fills Adramalec i Sharazar, que van fugir a Urartu. La seva mort fou interpretada com un càstig dels déus per la destrucció de la ciutat. El seu fill Assarhaddon (Esarhadon), que havia estat virrei de Babilònia uns 7 anys, va canviar la política i va reconstruir la ciutat esperant el perdó dels déus; va derrotar a Ur una revolta que no va obtenir el suport elamita, i va derrotar també cimmeris i medes; cap a l'oest, va envair Fenícia, on alguna de les ciutats s'havia aliat a Egipte (Sidó fou saquejada el 677 aC) i va capturar el rei rebel de Judà, Manasès, a qui va fer presoner; el 673 aC, va atacar Egipte sense èxit, però el 671 ho va aconseguir i va conquerir el país; el faraó Taharqa (690-664 aC) va fugir cap al sud i els assirians es van fer amos del país. Quan va fer una nova campanya contra Egipte va morir, el 669 aC.
El seu successor, Assurbanipal, va continuar la campanya a Egipte; va lluitar també contra els medes i els cimmeris; el 663 aC, va instal·lar Psamètic I com a faraó vassall: Giges de Lídia va demanar ajut a Assíria contra els cimmeris i, com que no li fou donada, va enviar ajut al faraó egipci per poder independitzar-se d'Assíria i, finalment, es va fer independent el 652 aC, mentre Sennàquerib ocupava Babilònia, on havia constituït un virregnat que va donar al seu germà Shamashshumaukin; però aquest es va acabar revoltant. Se suposa que Sennàquerib va conquerir Babilònia (647 aC, i poc després també va devastar Elam dues vegades) i en va assolir el govern sota el nom de Kandalanu; però se sap que aquest encara vivia el 627 aC, mentre que el darrer document de Sennàquerib és del 731 aC. Els governadors assirians enviats vers el 626 aC foren expulsats pel general Nabopolasar, d'origen caldeu, que havia servit a l'exèrcit assirià, el qual es va proclamar rei (23 de novembre del 626 aC). Tantes guerres i l'extensió excessiva de l'imperi van deixar la població assíria esgotada: les províncies no podien pagar el que calia i no hi havia prou gent per a l'exèrcit; els medes i escites, d'altra banda, eren cada vegada més audaços. Després de la mort d'Assurbanipal, els reis següents no van poder mantenir l'estat davant de les revoltes i les invasions; primer els cimmeris van atacar el país i després els medes i babilonis. El 615 aC, Nabopolasar va envair l'Assíria pròpia i va assetjar Assur, la capital religiosa del país, però fou rebutjat; llavors, van intervenir-hi els medes, assentats a l'altiplà iranià, que van atacar Assur i la van ocupar l'hivern del 614-613 aC. Quan Nabopolasar va arribar-hi, la ciutat ja havia estat conquerida, però es va signar un tractat d'aliança amb el rei Ciaxares de Mèdia, reforçat per un enllaç reial: l'hereu babiloni, Nabucodonosor II, es va casar amb la princesa meda Amitis. Després d'un any d'operacions poc decisives, les forces combinades dels medes i babilonis van assetjar Nínive (maig del 612 aC), que fou conquerida el juliol. El rei Sinsharishkun, que havia estat un efímer governador de Babilònia, es va suïcidar. El darrer rei assirià, un general de nom Ashuruballit, es va establir a Haran i va aguantar amb ajut egipci fins que la regió fou conquerida tres anys després per una força aliada entre els babilonis i els medes.

#### Reis del període neoassirià
- Adadnirari II 912-891 aC
- Tukultininurta II 891-884 aC
- Assurnasirpal II 884-859 aC
- Salmanassar III 859-824 aC
- Shamshi-Adad V 822-811 aC
- Adadnirari III 811-783 aC
  - Sammuramat, regent, 811-805 aC
- Salmanassar IV 783-773 aC
- Ashurdan III 773-755 aC
- Ashurnirari V 755-745 aC
- Teglatfalassar III 745-727 aC
- Salmanassar V 727-722 aC
- Sargon II 722-705 aC
- Senaquerib 705-681 aC
- Assarhaddon 681-669 aC
- Assurbanipal 669-631 o 627 aC
- Ashuretililani vers 631 o 630-627 o 626 aC
- Sinshumulishir 626 aC
- Sinsharishkun vers 626-612 aC
- Ashuruballit II ver 612-609 aC (a Haran)

## Províncies (fins al 800)
- Assur
- Ninuwa (Nínive)
- Kilizi
- Kalhu
- Halahhu (Khalahhu)
- Apku
- Arbail (Arbela)
- Sibaniba
- Simu
- Talmusa
- Habruri
- Yandril (Kurikitakati)
- Deru
- Lahiru
- Lubda
- Katmuhi/Shahupa
- Raqmatu
- Nasibina (Nisibis)
- Guzana/Khanigalbat
- Tushan (Nairi)
- Shinabu
- Birati
- Til Barsip (Tarbusibi)
- Meturna
- Rasapa
- Nemed-Issar
- Arzuina
- Kipsuna
- Isana
- Haran
- Haurina (Khaurina)
- Mazamua/Lullumu (Zamua/Lullubi)
- Balata
- Khalzu
- Khindanu
- Laqi
- Shuhi (Suhu)
- Dur-Issar

## Llengua
Els assirians eren un poble semititzat i parlaven un dialecte de l'accadi, llengua de la branca semita. les primeres inscripcions estan fetes en antic assirià. En la literatura, es va emprar sovint el sumeri. En el període neoassirià, el llenguatge estava influenciat per l'arameu.

## Escriptura
La llengua assiriana va utilitzar l'escriptura cuneïforme.

## Religió
El déu principal i déu de l'estat assirià fou Asshur, mític fundador de la ciutat.

## Art
L'art assiri rep una gran influència de l'art accadi. En el tractament dels temes representats en esteles i relleus, se'n diferencia per la pèrdua de protagonisme de la divinitat en favor del monarca.
Gran part de l'art assiri és dedicat a la propaganda política o, fins i tot, a produir temor a l'espectador, efecte que s'aconsegueix, per exemple, amb escenes de guerra que mostren aspectes cruels o amb relleus colossals de lamassus', que són toros alats amb cap humà.
Els assiris van excel·lir en els relleus, com el cèlebre de la lleona ferida de Nínive o els que mostren al rei Assurnasirpal II al palau de Kalakh en escenes de caça o de guerra. Totes aquestes obres són d'una gran inventiva; utilitzen perspectives millor que els egipcis i són d'un naturalisme expressionista de gran vigor.
Els assiris utilitzaren molta mà d'obra d'artesans especialistes del seu imperi, principalment hitites i fenicis. L'escultura i la pintura no es van desenvolupar gaire.